# ランディングハイジャパン
『ランディングハイジャパン』（Landing High Japan）は、タイトーから1999年にリリースされたフライトシミュレーション型アーケードゲームである。プレイヤーは全日本空輸（ANA）旅客機の機長として、離着陸を中心とした操縦および諸般の業務を体験することができる。
画面の大きさの違いにより2タイプ（29インチタイプと50インチタイプ）の筐体が存在する。後に基板のバージョンアップによりイージーバージョンがリリースされた。

## 概要
タイトーの『ミッドナイトランディング』『トップランディング』『ランディングギア』に続く「ランディングシリーズ」の第4弾。旅客機のフライトシミュレーションゲームとして先行したセガの『エアラインパイロッツ』と同じく旅客機のコクピットを模した筐体となっており、操縦桿の他に計器表示用小型LCD・ラダーペダル・各種スイッチ・レバーなどが備わっている。システム基板にType-Zeroを初採用した結果、前作に比べグラフィックがリアリティのあるものになり、ボイススイッチなど新要素も追加されている。シリーズとしては実質的に最終作となり、翌2000年に『電車でGO!』の要素を取り入れた『ジェットでGO!』がリリースしている。
プレイヤーはプレイ開始時に初級モードか上級モードかを選択し、その後操縦する全日本空輸（ANA）の旅客機および操縦モード（マニュアル・オートマチック）を選択する。第1ステージで機体を操縦し空港からの離陸に成功すると、国内線到着地空港への着陸態勢のステージ（初級は固定された全3ステージ、上級は任意の順番で選択する全6ステージ）となり、機体の降下など着陸に向けて操縦する。
各ステージ終了後に得点が表示され、離陸・着陸共に（計算方法は違う）1回の満点は100点で最低点が0点、全7ステージの最高得点は700点となる。
これまでのランディングシリーズでは着陸に成功すればステージクリアとなるが、今作では着陸に成功して採点が70点を上回れば次ステージへ進め、それを下回ったおよび着陸に失敗した場合はゲームオーバーになる。
空港着陸時にANA機が地上滑走しているが、それ以外の他社便は存在しない。
2017年現在、航空科学博物館、成田国際空港・福島空港・新潟空港といった空港内のゲームセンターなどに設置されている。

### 選択できる機体
ゲームリリース時点にANAで就航されていた機体である。
- ボーイング767-200
- ボーイング767-300
- ボーイング777-200
- ボーイング777-300
- ボーイング747-400D

### 登場する空港
『電車でGO!』の一部シリーズのようにステージの冒頭で行先掲示板に運行路線が提示され、その到着地の着陸態勢の画面からプレイ開始となる。ステージ（到着地）ごとに天候などが異なり、次ステージに進むごとに操縦の難易度が上がっていく。
- 新千歳空港
- 羽田空港
- 関西国際空港
- 広島空港
- 福岡空港
- 那覇空港

## 操作方法
コックピットディスプレイ表示切り替えボタン、HELPボタン、スピークボタン、操縦桿、ラダーペダル、フラップUP&DOWNボタン、スラストレバーの8つの装置を駆使して操作する。マニュアルモードではすべての装置を駆使して機体を制御するが、オートマチックモードでは操縦桿とラダーペダルのみの操作になるため、初心者向けとなる。
コックピットディスプレイ
筐体のコックピットに設置されている小型液晶ディスプレイ。計器類専用の画面。手動操作を選んだ場合、ボタン押下ごとにND（ナビゲーションディスプレイ）やEICAS（電子式集中化航空機モニター）に切り替えられる。
表示切り替えボタン
視点の変更が可能で、臨場感溢れるコックピットビューと自機の後方からの視点になるビハインドビューの二つを切り替えることができる。スタートボタンも兼ねる。
HELPボタン
ILSによる自動操縦を使って自動的に機体の姿勢や進路を修正してくれるが、使いどころが難しく、かえって収拾がつかなくなることもある。使用できるのも1回のみ。
スピークボタン
離着陸時の航空管制官との交信時の応答やキャビン・副操縦士へ指示する際に押下することで点数が得られる。決定ボタンも兼ねる。
操縦桿
機体進行方向の操作を行う。トップランディングなどとは違い、実際に押し引きしてピッチ動作を行う仕様を採用している。
ラダーペダル
垂直尾翼の操作を行う。
フラップUP&DOWNボタン
フラップの上げ下げを行う。
スラストレバー
分割型になっており、左右別々にエンジン出力を操作する。両方のレバーを手前に引き切るとスポイラーを展開し急減速を行う。

## イージーバージョン
通常の『ランディングハイジャパン』の内容に子供や初心者向けの「かんたんモード」と上級者向けの「超ベテランモード」が追加された改良版。発売年度は通常版と変わらず1999年と明記されている。子供向けということをアピールするため、旅客機を模したマスコットキャラクターなどがアトラクト画面などに多数登場する。
同時期にタイトーからリリースされたType-zero基板製ゲームのアッパーバージョン同様、極小数のみの販売に留まったため、非常に貴重な基板となっている。

### かんたんモード
操作を操縦桿だけに絞り、機体の動きを高速化することで子供などにも遊びやすく調整された新モード。決められたコースから大きく逸れないように常に強い進路補正がかかる。極端に機体を傾けたりコースから逸れようとすると強制的に中心に戻される。また画面には機体の傾き・角度・目標高度と速度、クロスバーなど本来コックピッドディスプレイに表示される情報が補助表示される。フライトは従来の初級フライトと同内容だが、墜落したりコースアウトしてもラウンドクリアとなり、最後までプレイが可能。

### ノーマルモード
従来の『ランディングハイジャパン』と同内容。

### 超ベテランモード
従来の上級モードよりも高難易度化された新モード。本来表示される適正巡航ルートを表すマーカーが一切非表示になるため、コックピッドディスプレイの切り替えなども使用した高度な計器飛行を求められる。操縦は強制的にマニュアルに固定されるほか、HELPボタンによる自動操縦は一度も行えない。それ以外のゲーム内容は従来の上級モードと同内容である。